# Pawłówko (gmina Buk)
Pawłówko – wieś w Polsce położona w województwie wielkopolskim, w powiecie poznańskim, w gminie Buk.
Wieś niegdyś nazywała się Pawłowo. W latach 1580–1793 należała do probostwa w Buku. Zaborca nadał nazwę Paulsdorf.
Leon Plater w XIX-wiecznej książce pod tytułem "Opisanie historyczno-statystyczne Wielkiego Księztwa Poznańskiego" (wyd. 1846) zalicza Pawłówko (Pawłowko) do wsi mniejszych w ówczesnym powiecie bukowskim, który dzielił się na cztery okręgi (bukowski, grodziski, lutomyślski oraz lwowkowski). Pawłówko należało do okręgu bukowskiego i było częścią majętności Duszniki, której właścicielem był rząd pruski w Berlinie. Według spisu urzędowego z 1837 roku wieś liczyła 54 mieszkańców i 6 dymów (domostw).
Pod koniec XIX wieku wieś liczyła 8 gospodarstw i 101 mieszkańców, z czego katolikami było 67, a pozostali ewangelikami. W latach 1975–1998 Pawłówko położone było w województwie poznańskim. Sołectwo Wiktorowo-Pawłówko liczyło w 2013 roku 101 mieszkańców.